# Nockowa
Nockowa est une localité polonaise de la gmina d'Iwierzyce, située dans le powiat de Ropczyce-Sędziszów en voïvodie des Basses-Carpates.